# Blaesoxipha aldrichia
Blaesoxipha aldrichia är en tvåvingeart som beskrevs av Thomas Pape 1994. Blaesoxipha aldrichia ingår i släktet Blaesoxipha och familjen köttflugor.
Artens utbredningsområde är Arizona. Inga underarter finns listade i Catalogue of Life.